# 7月15日 (旧暦)
旧暦7月15日（きゅうれきしちがつじゅうごにち）は、旧暦7月の15日目である。六曜は先負である。

## できごと
- 天武天皇15年（ユリウス暦686年8月9日） - 政治を皇后と皇太子草壁皇子に委ねた。
- 延喜元年（ユリウス暦901年8月31日） - 辛酉革命のため昌泰より延喜に改元
- 享保6年（グレゴリオ暦1721年8月7日） - 大坂・竹本座で近松門左衛門作の人形浄瑠璃『女殺油地獄』が初演

## 誕生日
- 明治4年（グレゴリオ暦1871年8月30日） - 国木田独歩、小説家・詩人（+ 1908年）

## 忌日
- 養老3年（閏）（ユリウス暦719年9月3日） - 忌部子人、帝紀と上古諸事の編纂初期の執筆の中心（* 生年不明）
- 承和9年（ユリウス暦842年8月24日） - 嵯峨天皇、52代天皇（* 786年）
- 文禄4年（グレゴリオ暦1595年8月20日） - 豊臣秀次、関白・豊臣秀吉の甥・養子（* 1568年）
- 元禄8年（グレゴリオ暦1695年8月24日） - 円空、行脚僧（* 1632年）

## 記念日・年中行事
- 中元（日本）
1月15日を上元、7月15日を中元、10月15日を下元とする「三元」の習慣が中国から伝わったもの。
日本ではお盆と日が重なったことから、祖先の霊を供養し、両親らに食べ物を贈る風習が生まれた。
上司やお世話になった人に贈り物をし、日ごろの感謝を表す日。

- お盆・盂蘭盆会（日本）
祖先の霊を供養する行事。
胡瓜や茄子で牛や馬の形を作って供える。

## 対照表
グレゴリオ暦（新暦）との対象日を示す。
- 平成29年（2017年） - 09月05日
- 平成30年（2018年） - 08月25日
- 令和元年（2019年） - 08月15日
- 令和2年（2020年） - 09月02日
- 令和3年（2021年） - 08月22日
- 令和4年（2022年） - 08月12日
- 令和5年（2023年） - 08月30日
- 令和6年（2024年） - 08月18日
- 令和7年（2025年） - 09月06日